# Torvikbukt
Torvikbukt is een plaats in de Noorse gemeente Gjemnes, provincie Møre og Romsdal. Torvikbukt telt 264 inwoners (2007) en heeft een oppervlakte van 0,43 km².